# Превитали, Николас
Мартин Николас Превитали (исп. Martín Nicolás Previtali; род. 7 июля 1995, Рамос-Мехия, Буэнос-Айрес) — аргентинский футболист, полузащитник клуба «Индепендьенте дель Валье».

## Клубная карьера
Превитали — воспитанник столичного клуба «Атланта». 13 мая 2016 года в матче против «Сан-Тельмо» он дебютировал в Примере B Метрополитана. 17 ноября 2018 года в поединке против «ДжейДжей Уркиса» Николас забил свой первый гол за «Атланту». В 2019 году Превитали помог клубу выйти в более высокий дивизион. 17 августа в матче против «Индепендьенте Ривадавия» он дебютировал в Примере B.
В начале 2021 года Превитали подписал контракт с эквадорским «Индепендьенте дель Валье». 21 февраля в матче против «Оренсе» он дебютировал в эквадорской Примере. 31 октября в поединке против «Ольмедо» Николас сделал «дубль», забив свои первые голы за «Индепендьенте дель Валье». По итогам дебютного сезона Превитали помог клубу выиграть чемпионат. 

## Достижения
Клубные
 «Индепендьенте дель Валье»
- Победитель эквадорской Примеры — 2021